# Nemuri-neko

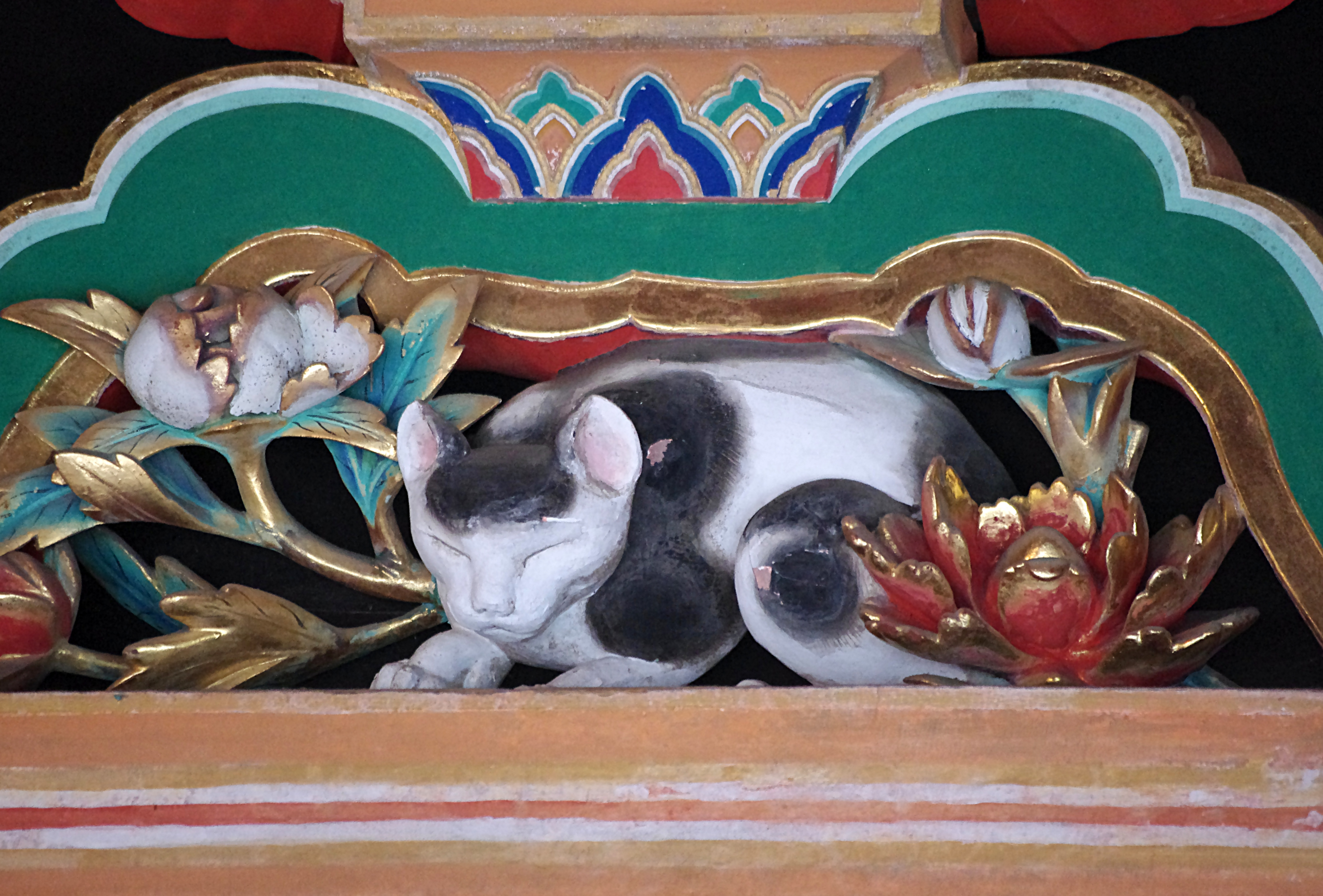
Nemuri-neko-Schnitzerei im Nikkō Futarasan-Schrein.

Nemuri-neko oder Nemuri-no-neko (jap. 眠り猫; zu dt. „Schlafende Katze“ oder auch „Schlummerkatze“) ist eine berühmte japanische Skulptur in Gestalt einer schlafenden Katze. Sie ist das Werk des Künstlers Hidari Jingorō (1594–1634) und befindet sich am östlichen Korridor zum Grabmal von Tokugawa Ieyasu in einem Nebenschrein (Okusha Hōtō) des Nikkō Tōshō-gū in Nikkō. Sie gilt in Japan als Nationalschatz.

## Beschreibung
Die Nemuri-neko wird als grau-weiß gefleckte Katze in ruhend-liegender Pose und mit friedlich geschlossenen Augen dargestellt, das Tier ist von Päonienblüten umgeben. Ihr Motiv findet sich in einer farbig lackierten Holzpaneele über dem Eingang zum Mausoleum. Die Figurine soll die Macht besitzen, Ratten und Mäuse fernzuhalten. Auch soll ihr friedliches Schlummern Betrachtern innere Ruhe spenden. Auf der Rückseite ist ein zwitschernder Sperling dargestellt. Er ist so positioniert, dass er bei Fehlen des Zierrahmens genau auf dem Rücken der Katze sitzen würde. Diese Komposition wurde absichtlich gewählt, um eine bestimmte, symbolische Aussage erfüllen zu können: Solange die Katze friedlich schläft, kann der Sperling sich ihr nähern, ohne gefressen zu werden. Deshalb wird die gesamte Schnitzerei allgemein als Symbol für eine friedliche Welt angesehen.